# Ofakim
Ofakim (tiếng Hebrew: אופקים, tiếng Ả Rập: أوفاكيم) là một thành phố Israel. Thành phố thuộc quận Nam. Thành phố có diện tích 10,273 km2, dân số năm 2009 là 24.000 người.